# Joey Chestnut
Joseph Christian (Joey) Chestnut (Fulton County, Kentucky, 25 november 1983) is een Amerikaans wedstrijdeter. Anno 2023 is hij de nummer één op de ranglijst van Major League Eating.

## Carrière
Op 4 juli 2007 won Chestnut de 92e editie van Nathan's Hot Dog Eating Contest. Hij versloeg de verdedigend zesvoudig winnaar Takeru "Tsunami" Kobayashi door binnen 12 minuten 66 hotdogs inclusief broodje te verorberen. In 2005 en 2006 had hij nog verloren van Kobayashi. Tot en met 2014 wist Chestnut vervolgens ieder jaar zijn titel met succes te verdedigen. In 2009 vestigde hij daarbij een nieuw record door 68 hotdogs inclusief broodje op te eten. In 2013 verbeterde Chestnut dit record opnieuw, toen hij 69 stuks op at. In 2015 verloor Chestnut van Matt Stonie. Sindsdien heeft Chestnet de titel weer in handen en ieder jaar succesvol verdedigd. Hij vestigde nieuwe records in 2016 (70 stuks), 2017 (72 stuks), 2018 (74 stuks), 2020 (75 stuks) en 2021 (76 stuks). Sinds 2008 krijgen de deelnemers 10 minuten de tijd voor het eten van de hotdogs, in plaats van 12 minuten.

## Training
Chestnut begint een half jaar voor Nathan's Hot Dog Eating Contest met zijn voorbereiding door te sporten en te diëten. Vanaf april, twee maanden voor de wedstrijd, begint hij met wekelijkse oefenrondes waarin hij zo goed mogelijk de omstandigheden van de wedstrijd simuleert. Ook traint hij zijn kaken, zodat ze sterk genoeg zijn om lang te kunnen blijven kauwen.

## Persoonlijk
Vlak voor de editie van 2014 van Nathan's Hot Dog Eating Contest vroeg Chestnut zijn vriendin Neslie Ricasa ten huwelijk. In 2015 gingen ze, voordat ze getrouwd waren, uit elkaar.

## Wereldrecords
In juli 2023 had Chestnut 52 Major League Eating wereldrecords in handen. Naast het record hotdogs inclusief broodje (met 76 stuks), heeft hij onder andere de records voor meeste burritos gegeten in 10 minuten (14,5 pond, of 6,5 kg) en meeste Twinkies gegeten in 6 minuten (121 stuks) in handen.